# Kensington Square
Kensington Square est une place de Londres.

## Situation et accès
Située à Kensington, cette place se trouve au sud de Kensington High Street. Elle est de forme rectangulaire et la circulation y est en sens unique. Le jardin situé en son centre est privé et accessible aux seuls résidents.
Le quartier est desservi par les lignes  Circle  District à la station High Street Kensington.

## Origine du nom
La place doit son nom à son emplacement.

## Historique
En 1685, un certain Thomas Young, sculpteur sur bois et menuisier de St Martin-in-the-Fields, fait l'acquisition d'un domaine à Kensington qu'il entend développer pour y attirer des personnes de valeur et de qualité. C'est là l'origine du square, en grande partie entouré de champs jusque dans les années 1840.
Le jardin est aménagé en 1692.

## Bâtiments remarquables et lieux de mémoire

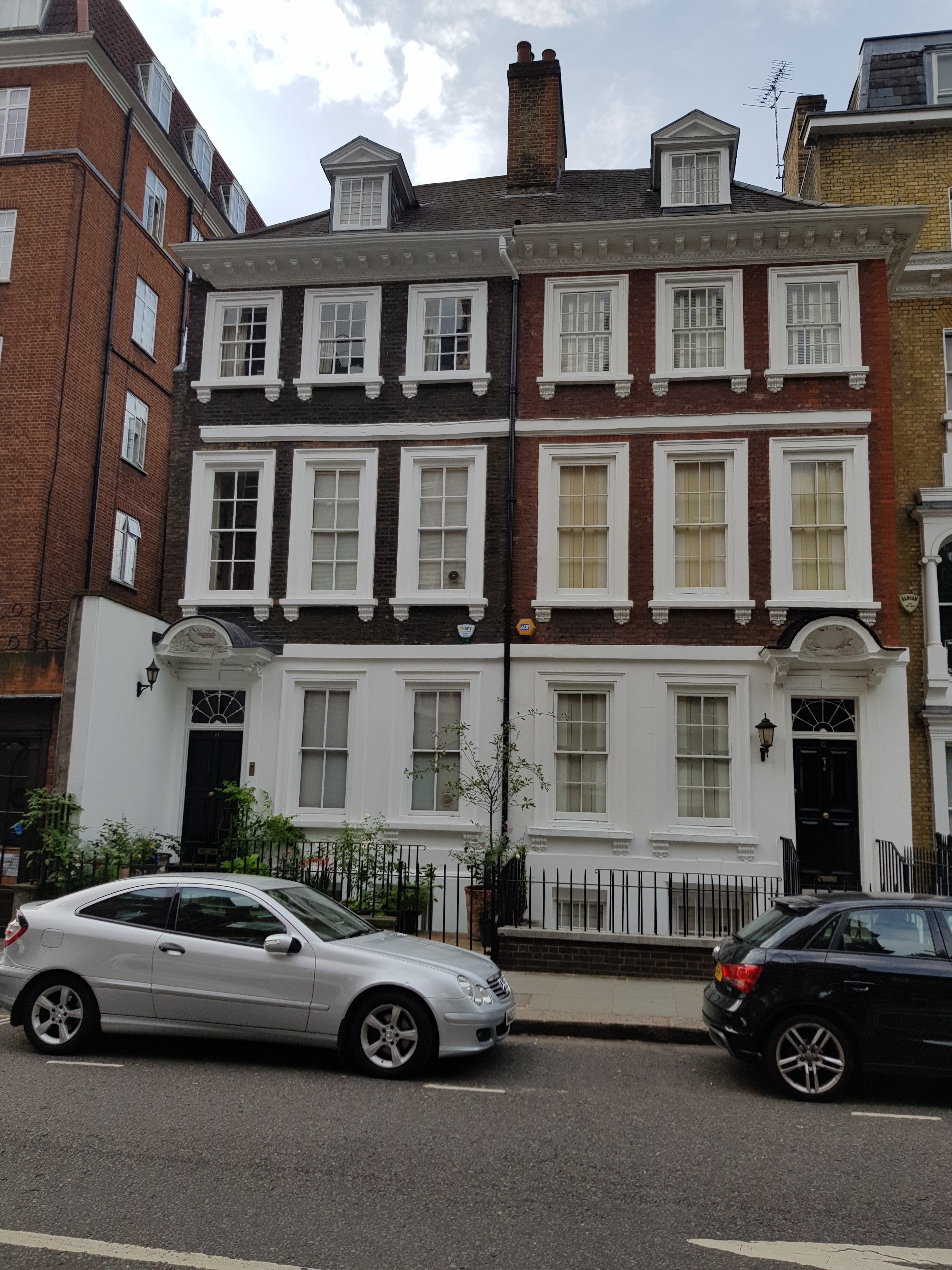
Nos 11-12.

- Nos 1-45 : bâtiments classés de grade II.
- Nos 11-12 : maison classée de grade II[3], où habita le diplomate et homme d'État Talleyrand (1754-1838)[4]en 1792-1794 ; il existe des photos des intérieurs, datées de 1953[5].
- No 18 : le philosophe John Stuart Mill (1806-1873) a vécu à cette adresse, comme l’indique un macaron en façade.
- No 21 : chapelle Maria Assumpta.
- No 24 : crèche française Les Chatons.
- No 33 : l'actrice Mrs Patrick Campbell (1865-1940) a vécu ici.
- No 41 : le peintre britannique préraphaélite Edward Burne-Jones (1833-1898) a vécu ici, comme l'indique un macaron en façade.

## Dans la culture
- En 2004, l’auteur-compositeur Vincent Delerm sort un album intitulé Kensington Square.